# Zjoltyj karlik
Zjoltyj karlik (russisk: Жёлтый карлик) er en russisk spillefilm fra 2001 af Dmitrij Astrakhan.

## Medvirkende
- Aleksandr Abdulov som Vladimir Zjarovskij
- Jeena Proklova som Lida Zjarovskaja
- Igor Botjkin som Mikhail Semjonov
- Anna Legtjilova som Vika
- Larisa Borutjko som Galja